# Nadine Lewington
Nadine Lewington (* 15. Oktober 1980 in Chelmsford, Essex) ist eine britische Schauspielerin.

## Leben und Karriere
Nadine Lewington wurde 1980 in der östlich von London gelegenen Grafschaft Essex geboren und wuchs hier mit einer fast 14 Jahre jüngeren Schwester auf. Sie besuchte die Anglo European School in Ingatestone. Für ihre schauspielerische Ausbildung absolvierte sie das Braintree College, das sie mit Diplom in Darstellender Kunst beendete, und anschließend an der Middlesex University im Norden Londons die Fachrichtung Drama, welche sie 2003 abschloss.
Die spielt vorwiegend in Fernsehproduktionen. Durch die Verkörperung der Maddy Young in 100 Episoden der Fernsehserie Holby City wurde Nadine Lewington in Großbritannien bekannt. 2009 stieg sie per Serientod aus der Serie aus. Im deutschsprachigen Raum wurde sie durch die Rolle der Botanikerin Liv Nash in einer Episode der im ZDF ausgestrahlten Krimiserie Lewis – Der Oxford Krimi bekannt. Sie arbeitet auch als Model für das Modelabel Frost French von Modeschöpferin Sadie Frost.
Nadine Lewington ist seit 2009 mit dem Schauspieler Michael Malarkey verheiratet.

## Filmografie
- 2006: Casualty (Fernsehserie, Episodenrolle)
- 2007–2009: Holby City (Fernsehserie)
- 2010, 2014: Doctors (Fernsehserie, 2 Episoden)
- 2011: All in Good Time (Kurzfilm)
- 2012: Tube Tube: Bonsai (Kurzfilm)
- 2012: Tube Tube: Second First Date (Kurzfilm)
- 2012: Lewis – Der Oxford Krimi: Das Rätsel des Genies (Lewis, Krimiserie)
- 2012: Misfits (Fernsehserie, Episodenrolle)
- 2016: Containment (Fernsehserie, 12 Episoden)
- 2018: The Originals (Fernsehserie, 2 Episoden)
- 2019: The Poison Rose
- 2019: Navy CIS: New Orleans (NCIS: New Orleans, Fernsehserie, Episode 5x24)
- 2020: Westworld (Fernsehserie, 1 Episode)
- 2022: Emergency
- 2023: Mayfair Witches (Fernsehserie, 3 Episoden)